# Джек Колбек
Джек Колбек (англ. Jack Colback, нар. 24 жовтня 1989, Кіллінгворс) — англійський футболіст, півзахисник клубу «Квінз Парк Рейнджерс».

## Ігрова кар'єра
Народився 24 жовтня 1989 року в місті Кіллінгворс. Вихованець футбольної школи клубу «Сандерленд». Дорослу футбольну кар'єру розпочав 2008 року в основній команді того ж клубу, в якій провів один сезон, проте в чемпіонаті так і не дебютував.
У сезоні 2009–10 на правах оренди виступав за «Іпсвіч Таун», що грав у Чемпіоншіпі. Більшість часу, проведеного у складі «Іпсвіч Тауна», був основним гравцем команди, зігравши за сезон у 37 іграх чемпіонату.
Повернувшись «Сандерленда», Колбек дебютував у Прем'єр лізі у грі проти «Вулвергемптона», проте більше за основу не виходив і незабаром знову був відданий в оренду в «Іпсвіч Таун», де грав до січня 2011 року.
Після другого повернення до «Сандерленда» став поступово залучатися до ігор основної команди, а з сезону 2011-12 став основним гравцем «чорних котів». Наразі встиг відіграти за клуб з Сандерленда 89 матчів в національному чемпіонаті.

## Збірна
31 березня 2009 року провів одну зустріч за збірну Англії до 20 років проти однолітків з Італії, який завершився перемогою англійців 2:0, а Джек вийшов на поле на 79 хвилині замість Марка Олбрайтона.